# Giuseppe Andrich
Giuseppe Andrich (Forno di Canale, 28 marzo 1940) è un vescovo cattolico italiano, dal 10 febbraio 2016 vescovo emerito di Belluno-Feltre.

## Biografia

### Ministero sacerdotale
Nato il 28 marzo 1940 a Forno di Canale, in diocesi di Belluno, il 28 giugno 1965 viene ordinato sacerdote dal vescovo Gioacchino Muccin.
Arciprete della cattedrale di Belluno dal 1977 al 1982 e rettore del Seminario Gregoriano dal 1982 al 2004, nel 1998 viene chiamato dal vescovo Pietro Brollo a ricoprire l'ufficio di vicario generale della diocesi di Belluno-Feltre, ufficio che gli viene confermato anche dal vescovo Vincenzo Savio.
Il 31 marzo 2004, a seguito della morte del vescovo Savio, viene eletto amministratore diocesano dal collegio dei consultori.

### Vescovo di Belluno-Feltre
Il 29 maggio 2004 viene nominato vescovo di Belluno-Feltre da papa Giovanni Paolo II.
Riceve l'ordinazione episcopale nella cattedrale di Belluno il 27 giugno 2004 dalle mani del cardinale Angelo Scola, patriarca di Venezia, co-consacranti gli arcivescovi Paolo Romeo, nunzio apostolico in Italia e San Marino, e Pietro Brollo, arcivescovo di Udine.
Il 15 giugno 2006 promulga nella concattedrale di Feltre il primo libro sinodale della diocesi di Belluno-Feltre.
Nell'ottobre 2012 si mobilita per il mantenimento della provincia di Belluno. Il 24 dello stesso mese partecipa alla fiaccolata organizzata per le vie e le piazze di Belluno al fine di scongiurare l'accorpamento della provincia di Belluno con quella di Treviso. Al termine del suo intervento, in Piazza Duomo, intona un canto alpino.
Il 10 febbraio 2016 papa Francesco ne accoglie la rinuncia per raggiunti limiti di età.

## Genealogia episcopale
La genealogia episcopale è:
- Cardinale Scipione Rebiba
- Cardinale Giulio Antonio Santori
- Cardinale Girolamo Bernerio, O.P.
- Arcivescovo Galeazzo Sanvitale
- Cardinale Ludovico Ludovisi
- Cardinale Luigi Caetani
- Cardinale Ulderico Carpegna
- Cardinale Paluzzo Paluzzi Altieri degli Albertoni
- Papa Benedetto XIII
- Papa Benedetto XIV
- Papa Clemente XIII
- Cardinale Marcantonio Colonna
- Cardinale Giacinto Sigismondo Gerdil, B.
- Cardinale Giulio Maria della Somaglia
- Cardinale Carlo Odescalchi, S.I.
- Cardinale Costantino Patrizi Naro
- Cardinale Lucido Maria Parocchi
- Papa Pio X
- Papa Benedetto XV
- Papa Pio XII
- Cardinale Eugène Tisserant
- Cardinale Bernardin Gantin
- Cardinale Angelo Scola
- Vescovo Giuseppe Andrich